# Modo Antiquo

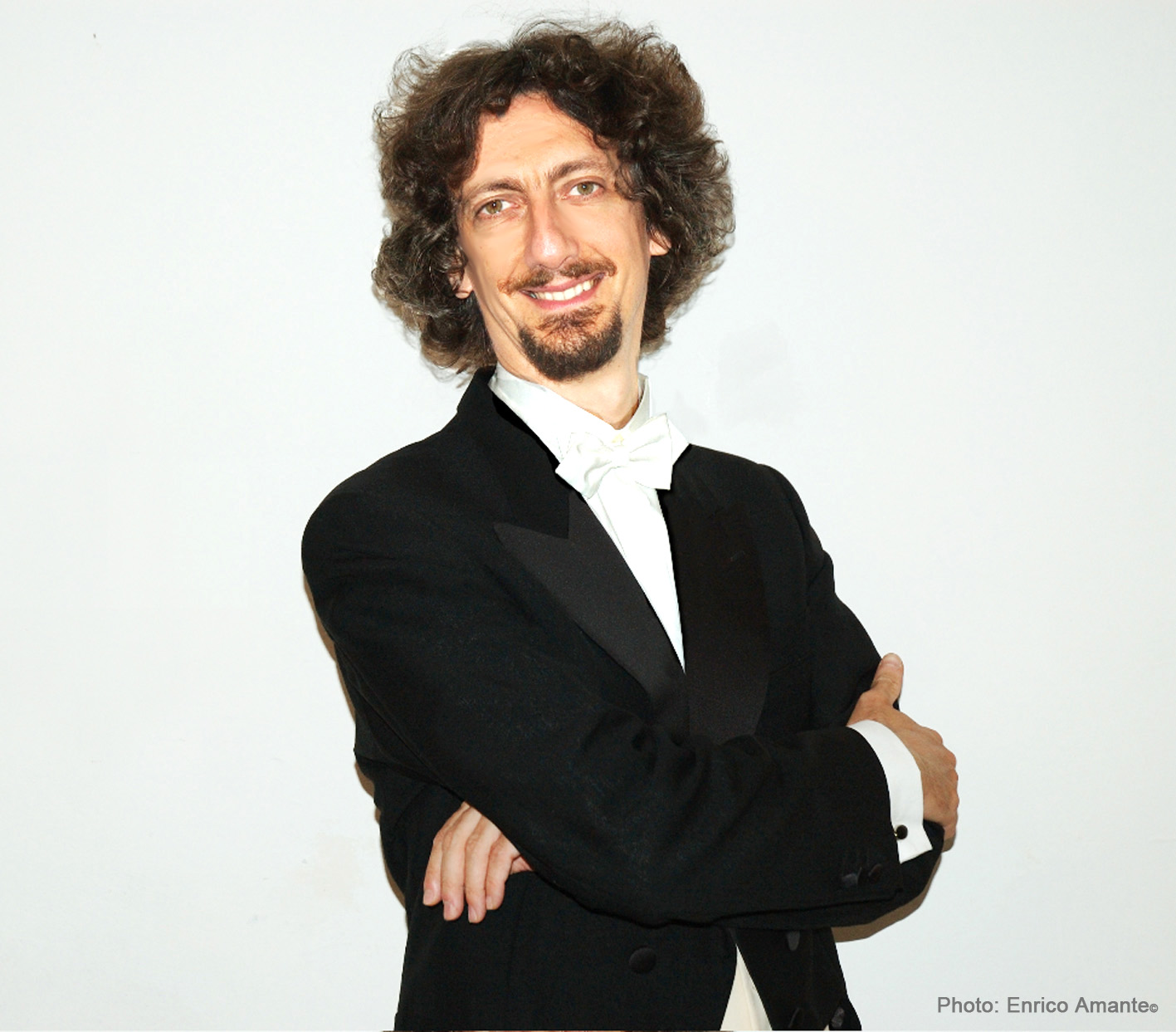
Federico Maria Sardelli, director de la orquesta barroca de Modo Antiquo

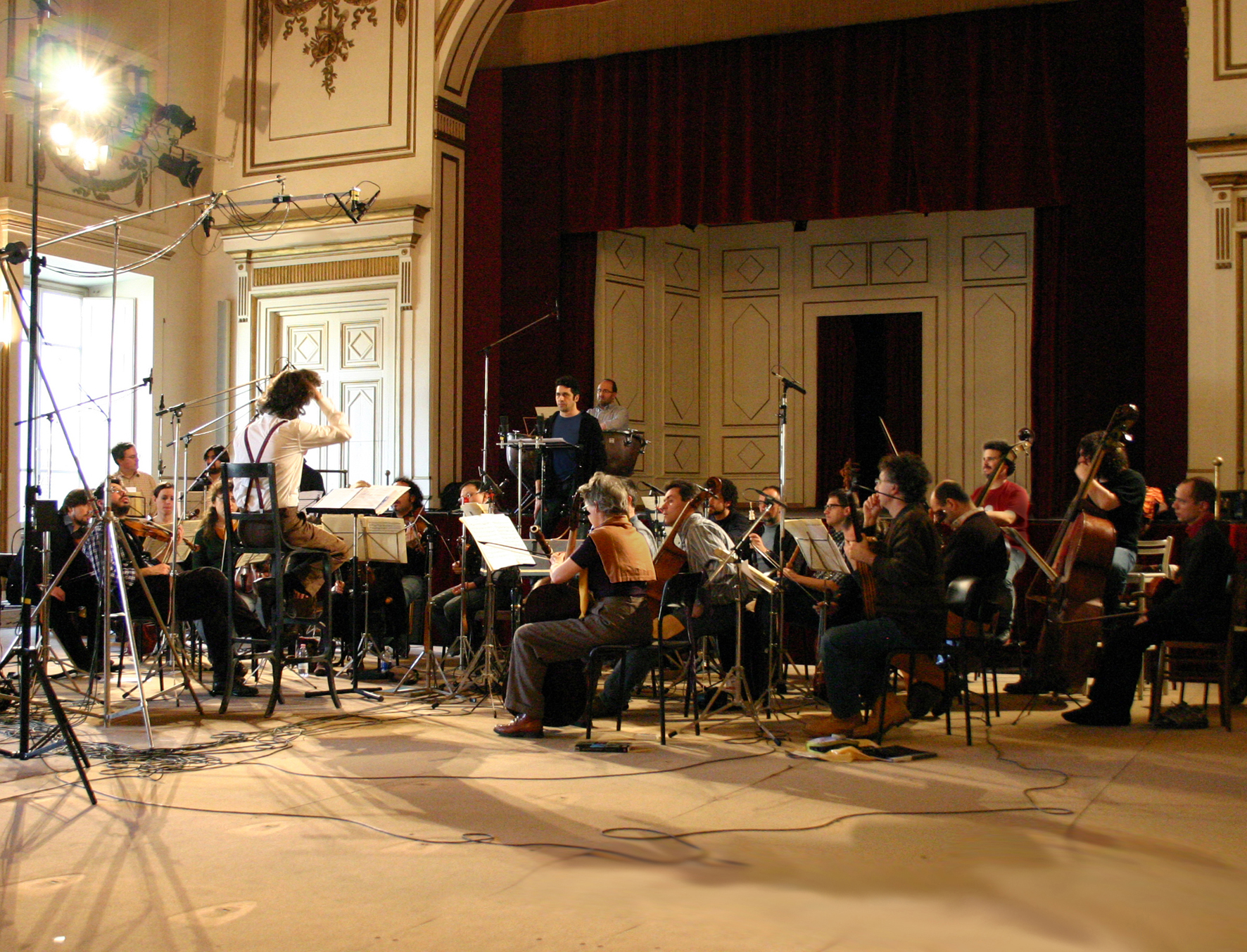
La orquesta barroca de Modo Antiquo

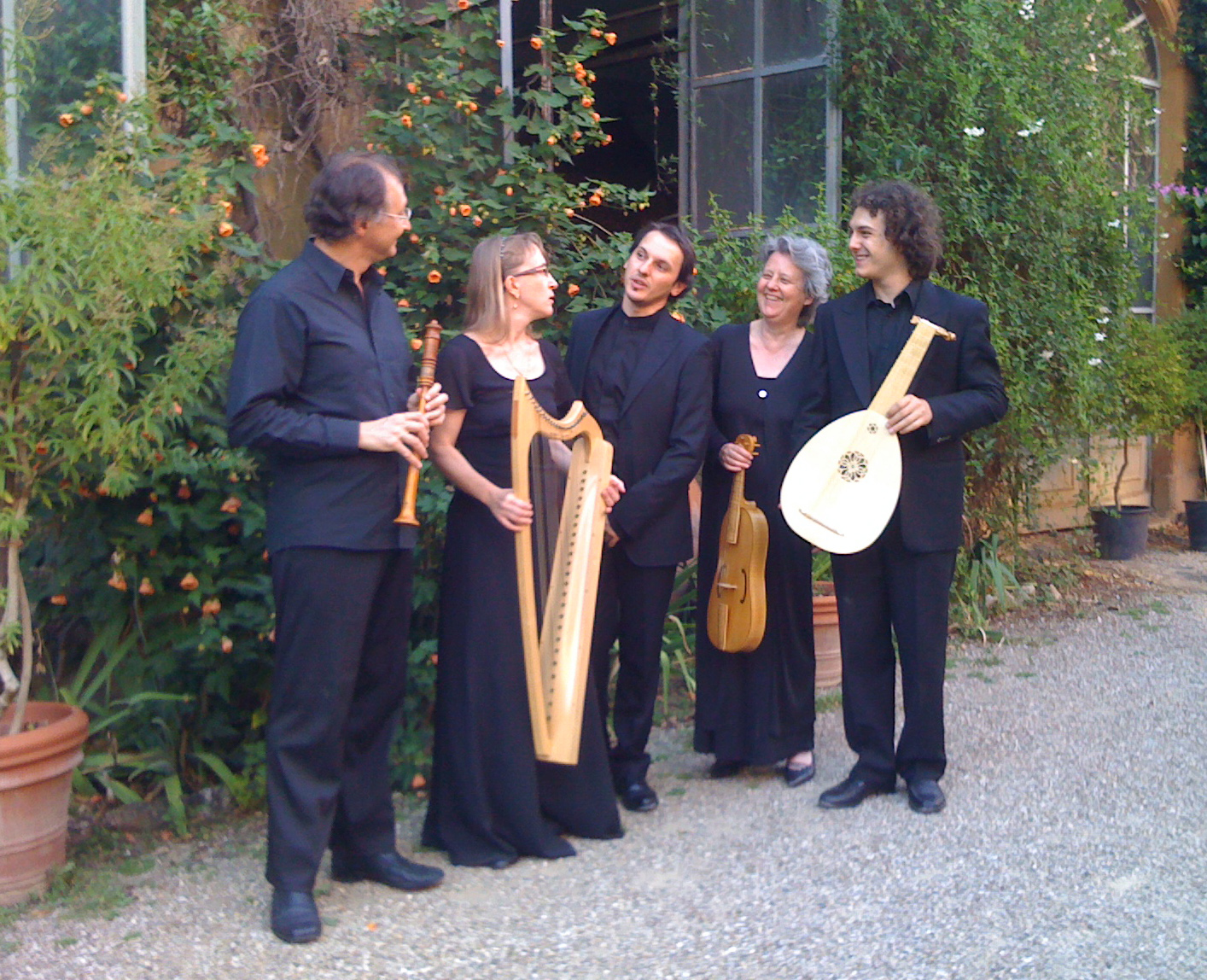
El conjunto medieval de Modo Antiquo

Modo Antiquo es un conjunto italiano dedicado a la interpretación de la música del Barroco y de la Edad Media.

## Historia
El conjunto fue fundado en 1984 por su director, Federico Maria Sardelli, con la intención de dedicarse a la interpretación de la música medieval. Sin embargo, tres años más tarde, en 1987, Sardelli decidió complementarlo con una orquesta barroca.
Modo Antiquo está formado por tanto por dos conjuntos independientes que comparten el mismo nombre debido a su origen común:
- La Orchestra Barocca, dirigido por Sardelli. Han grabado principalmente obras de compositores italianos del Barroco: de Alessandro Scarlatti, de Pietro Antonio Locatelli, de Arcangelo Corelli y, sobre todo, de Antonio Vivaldi, del que han grabado 17 discos hasta el momento.

- El Ensemble medievale, inicialmente dirigido por Sardelli y en la actualidad por Bettina Hoffmann.[6] Empezó su carrera grabando los madrigales y baladas de Ghirardello da Firenze.[7] Posteriormente dedicaron un disco doble al famoso manuscrito medieval Carmina Burana, y después han grabado música de las cruzadas y danzas medievales francesas, inglesas e italianas.

## Discografía

### Orchestra Barocca
- 1994 - Alessandro Scarlatti: I Concerti per flauto e archi. Tactus TC 661902
- 1994 - Antonio Vivaldi: L'opera per traversiere, Parte prima RV 427,[8] 533,[9] 438,[10] 429,[11] 436,[12] 440[13]. Tactus 672202
- 1995 - Antonio Vivaldi: L'opera per traversiere, Parte seconda RV 431,[14] 783,[15] 432,[16] 68, 48,[17] 51,[18] 678[19]. Tactus TC 672204
- 1997 - Antonio Vivaldi: Concerti per molti stromenti RV 562a,[20] 576,[21] 566,[22] 538,[23] 569[24]. Tactus TC 672206
- 1999 - Antonio Vivaldi: Le Cantate,[25]  Parte prima: RV 651,[26] 654,[27] 652,[28] 661,[29] 668,[30] 664[31]. Tactus TC 672207
- 1999 - Antonio Vivaldi: Le Cantate, Parte seconda: RV 669,[32] 655,[33] 657,[34] 658,[35] 659,[36] 660[37]. Tactus TC 672208
- 1999 - Antonio Vivaldi: Le Cantate, Parte terza: RV 665,[38] 667,[39] 662,[40] 656,[41] 796, 653[42]. Tactus TC 672209
- 1997 - Pietro Antonio Locatelli: Sei sonate à tre,[43] Opera Quinta. Tactus 691001
- 1998 - S. Ganassi / D. Ortiz: Opere complete per Viola da Gamba. Tactus TC 490701 (Reeditado en el 2007 por Brilliant Classics: 93356)
- 1999 - Antonio Vivaldi: I XII Concerti di Parigi. Tactus TC 672213
- 1999 - Arcangelo Corelli: Opera VI, Concerti Grossi[44] 1-6. Tactus TC 650307
- 1999 - Arcangelo Corelli: Opera VI, Concerti Grossi 7-12. Tactus TC 650308
- 1999 - Johann Schenk: Scherzi[45] Musicali, op. VI. Dynamic CDS 226
- 2000 - Antonio Vivaldi: Le Cantate per soprano e stromenti - Parte quarta : RV 682,[46] 679,[47] 681,[48] 680,[49] 678,[50] 799[51]. Tactus TC 672210
- 2000 - Antonio Vivaldi: Juditha Triumphans, RV 644. Amadeus. Tactus TC 672290 (2002)
- 2001 - Domenico Gabrielli: Opera Completa per Violoncello. Tactus TC 650701
- 2002 - Antonio Vivaldi: Sinfonie dai drammi per musica. Frame 139
- 2003 - Antonio Vivaldi: Orlando furioso, RV 728. Amadeus. CPO 7770952 (2008)
- 2004 - Francesco Colombini: Concerti ecclesiastici; Motetti concertati. Tactus TC 585301
- 2004 - Antonio Vivaldi: Tito Manlio,[52][53] RV 738. Amadeus. CPO 7770962 (2005)
- 2004 - Antonio Vivaldi: Arsilda, Regina di Ponto, RV 700. CPO 9997402
- 2005 - Antonio Vivaldi: Arie d'Opera. Naïve classique 30411
- 2006 - Alessandro Scarlatti: Inferno, cantate drammatiche. CPO 7771412
- 2006 - Era la notte. Con Anna Caterina Antonacci. Naïve classique 5050
- 2007 - Antonio Vivaldi: Concerti per violino II, 'di sfida' . Naïve classique 30427
- 2007 - Antonio Vivaldi: Atenaide. Naïve classique 30438
- 2009 - Antonio Vivaldi: New Discoveries. Naïve classique 30480
- 2009 - Händel: Arie italiane per basso. Con Ildebrando D'Arcangelo. Deutsche Grammophon 477 8361
- 2009 - Girolamo Frescobaldi: Madrigals (Frescobaldi Edition, vol. 6). Brilliant Classics 93793

### Ensemble medievale
- 1992 - Ghirardello da Firenze: Madrigali, Caccie, Ballate dal Codice Squarcialupi. Nuova Era 7151.
- 1995 - Dança Amorosa. Danze italiane del Medioevo. Opus 111 30-142 .
- 1999 - Carmina Burana. Amadeus "Speciale" 056-57 (2 CD).
- 2000 - La musica dei Crociati. Amadeus "Speciale" AMS 062-63 (2 CD).
- 2006 - Secular Songs & Dances from the Middle Ages. Brilliant Classics BRIL 92888 (6 CD). .

Es una caja que contiene las siguientes grabaciones ya publicadas:
- 1995 - Dança Amorosa. Danze italiane del Medioevo
- 1999 - Carmina Burana
- 2000 - La musica dei Crociati

más el siguiente disco, inédito hasta entonces:
- French and English instrumental dances in the Middle-Ages